# Liste slowakischer Dichter
Dies ist eine Liste slowakischer Dichter.
Siehe auch Liste slowakischer Schriftsteller für eine Liste von Prosaautoren und Dramatikern.

## Renaissance (1500–1650)
- Martin Rakovský (1535–1579)
- Ján Silván (1493–1573)
- Pavel Kyrmezer (?–1589)
- Vavrinec Benedikt z Nedožier (Laurentius Benedictus Nudozierinus) (1555–1615)
- Ján Filický (1585?–1623)
- Ján Bocatius (1569–1621)
- Jakub Jakobeus (1591–1645) – in Böhmen geboren
- Martin Bošňák (?–1566)
- Štefan Komodický (16. Jahrhundert)
- Eliáš Láni (1570–1618)
- Daniel Pribiš (1580–1645)

## Barock (1650–1780)
- Juraj Tranovský oder Tranoscius (1592–1637)
- Benedikt Szőllősi (1609–1656)
- Daniel Sinapius-Horčička (1640–1688)
- Jób Trusius (?–1678)
- Ján Sekáč (?–1818)
- Dionýz Kubík (1749–1811)
- Štefan Ferdinand Selecký (1675–?)
- Peter Benický (1606–1664)
- Hugolín Gavlovič (1712–1787)
- Štefan Pilárik I (1615–1693)

## Klassizismus (1780–1840)
- Augustín Doležal (1737–1802)
- Bohuslav Tablic (1769–1832)
- Pavel Jozef Šafárik (1795–1861)
- Ján Kollár (1793–1852)
- Ján Hollý (1785–1849)
- Karol Kuzmány (1806–1866)

## Romantik (1840–1850)
- Ľudovít Štúr (1815–1856)
- Samo Chalupka (1812–1883)
- Andrej Sládkovič (1820–1872)
- Janko Kráľ (1822–1876)
- Ján Botto (1829–1881)
- Janko Matúška (1821–1877)
- Samo Vozár (1823–1850)
- Michal Miloslav Hodža (1811–1870)
- Viliam Pauliny-Tóth (1826–1877)

## Zwischen Romantik und Realismus (1850–1875)
- Ľudovít Kubáni (1830–1869)
- Jonáš Záborský (1812–1876)

## Realismus (1875–1905)
- Svetozár Hurban-Vajanský (1847–1916)
- Pavol Országh Hviezdoslav (1849–1921)
- Ľudmila Podjavorinská (1872–1951)
- Martin Kukučín (1860–1928)
- Janko Jesenský (1874–1945)
- Jozef Gregor Tajovský (1874–1940)

## Moderne (1905–1918)
- Ivan Krasko (1876–1958)
- Janko Jesenský (1874–1945)
- Vladimír Roy (1885–1936)
- Ivan Gall (1885–1955)

## Zwischenkriegszeit (1918–1948)
- Štefan Krčméry (1892–1955)
- Martin Rázus (1888–1937)
- Emil Boleslav Lukáč (1900–1979)
- Ján Smrek (1898–1982)
- Ján Poničan (1902–1978)
- Fraňo Kráľ (1903–1955)
- Laco Novomeský (1904–1976)
- Jozef Kubík (1905–2002)

### Surrealismus
- Rudolf Fabry (1915–1982)
- Vladimír Reisel (1919–2007)
- Július Lenko (1914–2000)
- Štefan Žáry (1918–2007)
- Ján Brezina (1917–1997)
- Pavel Bunčák (1915–2000)
- Ján Rak (1916–1969)

### Katholische Moderne
- Rudolf Dilong (1905–1986)
- Jan Doransky (1911–1973)
- Pavol Gašparovič Hlbina (1908–1977)
- Janko Silan (1914–1984)
- Karol Strmeň (1921–1994)
- Ján Haranta (1909–1983)
- Svetoslav Veigl (1915–)
- Pavol Ušák-Oliva (1914–1941)
- Mikuláš Šprinc (1914–1986)
- Gorazd Zvonický (1913–1995)

## Nach dem Zweiten Weltkrieg (1948–1960er)
- Ján Kostra (1910–1975)
- Pavol Horov (1914–1975)
- Andrej Plávka (1907–1982)
- Ivan Kupec (1922–1997)

## Moderne Literatur (seit den 1960er Jahren)
- Miroslav Válek (1927–1991)
- Milan Rúfus (1928–2009)
- Ján Ondruš (1932–1999)
- Lýdia Vadkerti-Gavorníková (1932–2000)
- Mikuláš Kováč (1934–1992)
- Jozef Mihalkovič (* 1935)
- Ján Buzássy (* 1935)
- Ľubomír Feldek (* 1936)
- Ján Stacho (1936–1995)
- Ján Šimonovič (1939–1994)
- Vlastimil Kovalčík (* 1939)
- Štefan Strážay (* 1940)
- Mila Haugová (* 1942)
- Štefan Moravčík (* 1943)
- Ivan Laučík (1944–2004)
- Peter Repka (* 1944)
- Ivan Štrpka (* 1944)
- Kamil Peteraj (* 1945)
- Ján Zambor (* 1947)
- Milan Richter (* 1948)
- Ján Švantner (* 1949)
- Jana Kantorová-Báliková (* 1951)
- Dana Podracká (* 1954)
- Anna Ondrejková (* 1954)
- Daniel Hevier (* 1955)
- Juraj Kuniak (* 1955)
- Pavol Janík (* 1956)
- Viera Prokešová (1957–2008)
- Pavol Hudák (* 1959)
- Jozef Urban (1964–1999)

## Modernste Literatur (seit 1995)
- Martin Solotruk (* 1970)
- Jana Beňová (* 1974)
- Maroš Hečko (* 1967)
- Vlado Janček (* 1974)
- Peter Kuzmišín (* 1976)
- Allan Stevo (* 1979)
- Radoslav Rochallyi (* 1980)